# Karol Martinka
Karol Martinka (5. července 1923 Púchov – 13. února 1985 Bratislava) byl slovenský a československý ekonom, politik Komunistické strany Slovenska, poslanec Sněmovny lidu Federálního shromáždění a Slovenské národní rady za normalizace, člen vlád ČSSR a Slovenské socialistické republiky.

## Biografie
Pocházel z řemeslnické rodiny. Absolvoval obchodní akademii a v letech 1942–1946 vystudoval Vysokou školu ekonomickou v Bratislavě, přičemž v letech 1944–1945 dočasně pracoval ve firmě Polný v Púchově. V období let 1947–1959 působil ve Slovenském plánovacím úřadu, přičemž od září 1960 do února 1963 byl prvním místopředsedou Slovenské plánovací komise, od března 1963 až do prosince 1968 pracoval v Moskvě jako vedoucí skupiny pro koordinaci národohospodářských plánů RVHP.
V letech 1956–1984 se uvádí jako účastník zasedání Ústředního výboru Komunistické strany Slovenska. Od konce 60. let zastával četné vládní posty v Československu. V letech 1969–1972 byl ve třetí vládě Oldřicha Černíka, první vládě Lubomíra Štrougala a druhé vládě Lubomíra Štrougala nejprve státní tajemník na ministerstvu plánování (od 1. ledna 1971 jako místopředseda Státní plánovací komise), přičemž za první vlády Lubomíra Štrougala šlo zároveň o post ministra bez portfeje.
Od ledna do října 1969 byl ministrem financí Slovenské socialistické republiky ve vládě Štefana Sádovského a Petera Colotky. V následující druhé vládě Petera Colotky zasedal od roku 1972 jako místopředseda vlády a zároveň ve vládě zasedal coby předseda Slovenské plánovací komise (dřívější portfolio ministra plánování SSR). Oba tyto posty si udržel i ve třetí vládě Petera Colotky i čtvrté vládě Petera Colotky až do roku 1984.
Po volbách roku 1971 zasedl do Sněmovny lidu (volební obvod č. 198 - Svidník, Východoslovenský kraj). Mandát nabyl až dodatečně v červnu 1973 poté, co tragicky zemřel dosavadní poslanec Michal Kudzej.
Později se uvádí jako poslanec Slovenské národní rady. Do SNR byl zvolen ve volbách roku 1981. Zemřel po dlouhé těžké nemoci.